# F.C. De Kampioenen (voetbalclub)
F.C. De Kampioenen is een fictieve cafévoetbalclub. De sitcom F.C. De Kampioenen volgde de belevenissen van de spelers, trainer, voorzitter en hun familie en vrienden. 

## Clubsymbolen

### Clubkleuren en tenues
De officiële clubkleuren zijn groen en geel. De spelers van F.C. De Kampioenen spelen hun wedstrijden dus in groen-gele tenues. De tenues zijn door de jaren heen echter wel al een paar keer veranderd van uitzicht. Maar op de voorkant van de truitjes staat altijd de hoofdsponsor vermeld, nl. 'Boma Worst'.
Tijdens het kortstondige voorzitterschap van BTW in seizoen 9, speelden De Kampioenen één wedstrijd in sportkleding van het merk 'Kelme', bestaande uit crèmekleurige korte broeken en bordeauxrode shirts met lange mouwen. Op de shirts prijkte een tekening van BTW. Nadat BTW werd afgezet als voorzitter speelden de spelers terug in de oude groen-gele tenues.
In seizoen 18 werd Fernand Costermans kortstondig voorzitter van F.C. De Kampioenen. Hij had voor de ploeg nieuwe truitjes besteld (ontwerp hiervan was onbekend), maar aangezien de Kampioenen niet meer voor het merk 'Boma Worst' wilde spelen, voorzag Fernand een tijdelijke oplossing. Hij liet de truitjes aanpassen door goedkope stickers met het opschrift 'F.Costermans Brocantiek' te plakken over het logo van 'Boma Worst'. Nadat Fernand werd afgezet als voorzitter verdwenen de stickers direct van de tenues.

### Clubmascotte
De mascotte van de ploeg is een klein beertje met de naam 'Jefke'. Jefke draagt een groen petje en een clubtenue. Onder zijn rechterarm draagt hij een voetbal. De mascotte werd geïntroduceerd in seizoen 4. Het beertje werd ontwerpen door een reclamebureau in opdracht van voorzitter Balthasar Boma. Jefke werd in het begin flauw ontvangen, voornamelijk door de trainer Oscar Crucke, maar werd uiteindelijk wel het uithangbord van de ploeg.
In seizoen 17 werd er een groot kostuum van Jefke gemaakt. Het kostuum werkt gemaakt door Carmen Waterslaeghers en was een idee van Xavier Waterslaeghers om meer supporters naar de wedstrijden van De Kampioenen te lokken. Later werd het kostuum regelmatig uit de kast gehaald bij belangrijke gelegenheden.

### Clublied
Het clublied van De Kampioenen is al sedert het prille begin het volgende:
De Kampioenen, de Kampioenen

Wij zijn de beste van het land

De Kampioenen, de Kampioenen

Kampioen zijn is plezant

### Clublogo
Het logo van F.C. De Kampioenen bestaat uit de naam F.C. De Kampioenen, met een groen-gele sjaal op de achtergrond.

## Veld en café
Het voetbalveld van F.C. De Kampioenen lag oorspronkelijk op Veldweg 12 in Emblem. Het veld werd omsingeld door twee gebouwen. Aan de zijkant van het veld lag de kantine 'Café De Kampioen' en de kleedkamers van de ploeg. Aan de kant van een van de doelen lag achtereenvolgens een garage, restaurant en antiekzaak. In seizoen 16 werd het veld uitgebreid met een zittribune.
'Café De Kampioen' werd oorspronkelijk uitgebaat door Oscar Crucke en Pascale De Backer. Vanaf seizoen 5 baatte Pascale het café alleen uit, na het vertrek van Oscar. Hierbij kreeg ze wel (onhandige) hulp van Marc Vertongen en Bieke Crucke. In seizoen 12 wonen tijdelijk Doortje, Pol en Billie in nadat hun woonst niet beschikbaar was. Na een aantal afleveringen verhuisden ze naar hun appartement. Gedurende deze periode kreeg Pascale hulp van Pol en Doortje. 
Vanaf seizoen 13 kreeg Pascale hulp van, in chronologische volgorde, Siska, Kaat en Saartje om mee het café uit te baten. Wanneer Maurice de Praetere bij Pascale komt inwonen in seizoen 17, begint hij ook te werken in het café. In seizoen 19 willen Pascale en Maurice het wat rustiger aandoen en ze beslissen om een extra sluitingsdag in te voeren. De rest van De Kampioenen komen hier echter in opstand. Als compromis wordt afgesproken dat Xavier Waterslaeghers komt werken in het café zodat Pascale en Maurice het iets rustiger kunnen aandoen.
In de tweede film werd het café per ongeluk geraakt door een schot van een legertank. Hierdoor is er in de derde en vierde film een andere kantine te zien. In de kerstspecial is het oude café terug.

## Voorzitter
De voorzitter van F.C. De Kampioenen was sinds de start van de serie Balthasar Boma. Hij was echter een paar keer (meestal door ruzie) tijdelijk door iemand vervangen. In reeks 1 waren er even voorzittersverkiezingen. Oscar Crucke won, maar droeg zijn macht over aan Balthasar Boma. In reeks 9 was Bernard Theofiel Waterslaeghers even voorzitter, maar hij werd ontslagen. In dezelfde reeks nam ook Boma's zus Bertha de fakkel even over. In reeks 18 werd Fernand Costermans tijdelijk voorzitter. Op die manier hoopte hij ervoor te kunnen zorgen dat de Kampioenen al hun wedstrijden zouden winnen en dat hij door te gokken zelf veel geld zou opstrijken. Ook in de films werd Boma even vervangen: in de derde film werd Dimitri De Tremmerie kortstondig voorzitter en in de vierde film nam Ronald Decocq de functie tijdelijk over. Uiteindelijk werd Boma telkens weer voorzitter.
- Balthasar Boma: 1990-2020
- Bertha Boma: 1998
- Bernard Theofiel Waterslaeghers: 1999
- Fernand Costermans: 2008
- Dimitri De Tremmerie: 2017
- Ronald Decocq: 2019

## Bestuur
Het bestuur van F.C. De Kampioenen bestond uit voorzitter Balthasar Boma, secretaresse Carmen Waterslaeghers, spits Marc Vertongen, trainer (en penningmeester) Pol De Tremmerie, keeper Xavier Waterslaeghers en verdediger André Willockx.

## Spelers

### Keeper
Van reeks 1 tot reeks 4 was Xavier Waterslaeghers keeper, tussen reeks 5 en reeks 9 stond Marc Vertongen tussen de doelpalen. In reeks 7 verving Xavier Marc in een huldematch toen ze dachten dat Boma ging sterven en in reeks 8 toen Marc dacht dat hij voor garçon kon werken. Sinds reeks 9 verdedigde Xavier weer zijn vertrouwde doel tot het einde van de reeks. Het is niet duidelijk wie na het overlijden van Xavier in 2020 de nieuwe keeper is geworden. In reeks 13 was Balthasar Boma even keeper van de ploeg.
- Xavier Waterslaeghers: 1990-1994, 1997 (vervanging), 1998-2020
- Marc Vertongen: 1994-1998
- Balthasar Boma: 2003 (vervanging)

### Spits
Pico Coppens was de spits van de ploeg in de reeksen 1 tot 4. In reeks 5 werd Pol De Tremmerie de nieuwe spits. In reeks 9 raakte hij geblesseerd en werd Marc spits die alvorens eventjes al spits was in het begin van reeks 5. Vanaf reeks 20 was er een nieuwe, extra spits bij F.C. De Kampioenen, namelijk de stiefzoon van Boma, Ronald Decocq, ook wel Ronaldinho genoemd.
- Pico Coppens: 1990-1993
- Marc Vertongen: 1994, 1998-2020
- Pol De Tremmerie: 1994-1998
- Ronald Decocq: 2010-2020

### Overige spelers
Door de jaren heen hadden veel verschillende spelers deel uitgemaakt van F.C. De Kampioenen. Deze rollen werden vertolkt door verschillende figuranten. Slechts in één aflevering, (Wie het schoentje past) uit reeks 10, werden de namen van de toenmalige ploeg vermeld. In de verdediging speelden Johan Vanneck, Tom Janssen, André Willockx en Rudy Nuyens. De middenvelders waren Yves Lambrechts, Johnny De Coensel, Marc De Coensel, Amadeo Setodji, Amir El Kebdani. Ludwig Lenaerts was de wisselspeler. De eerste seizoenen waren de bekendste overige spelers Polleke, Marcel, Yves en Johhny. Sporadisch zeggen deze spelers ook een zinnetje. In de aflevering "De Elfde Man" speelt DDT ook even mee. Tijdens het eerste seizoen was acteur en CD&V-politicus Walter De Donder een van de spelers.

## Trainer
Er waren al enkele verschillende trainers aan de macht geweest bij F.C. De Kampioenen:
- Oscar Crucke: 1990-1993, 2015-2017 (hulptrainer)
- Balthasar Boma: 1993-1994
- Xavier Waterslaeghers: 1994-1998
- Pol De Tremmerie: 1998-2020
- Marc Vertongen: 2004
- Maurice de Praetere: 2009

Als er problemen waren in de ploeg, stond de trainer soms ter discussie. Zo nam Balthasar Boma even de functie van trainer waar na het vertrek van Oscar Crucke, was Marc tijdelijk trainer toen Pol er de brui aan gaf, was Pieter-Paul Pereboom even assistent van Oscar als haptonoom en was Franck Casteleyns even assistent van Pol als mental-coach. In reeks 20 werd Maurice de Praetere even trainer. Hij begon erg op Oscar te lijken en gaf er uiteindelijk op aanraden van Pascale de brui aan.
Toen Oscar in F.C. De Kampioenen 2: Jubilee General terugkeerde naar De Kampioenen gaf hij opnieuw één training in de plaats van Pol. Uiteindelijk bleef Oscar twee jaar lang hulptrainer van de ploeg, tot hij opnieuw afscheid nam in F.C. De Kampioenen 3: Forever.

## Penningmeester
Tot reeks 18 was Pol De Tremmerie naast trainer ook penningmeester. Hij werd opgevolgd door Maurice de Praetere, omdat die na de dood van zijn moeder weinig omhanden had.

## Materiaalmeester
In reeks 18 werd Marc Vertongen tijdelijk aangesteld tot materiaalmeester. Hij werd echter kort daarna opgevolgd door Maurice de Praetere, die deze taak combineert met de taak van penningmeester.

## Tegenstanders
- De Koorknapen
- De Rode Modderduivels (eenmalig, benefietwedstrijd)
- De Stormvogels (de Kampioenen mogen in seizoen 21 op dit veld spelen omdat hun eigen veld onbespeelbaar is geworden)
- F.C. De Brossers
- F.C. De Johnny Boys
- F.C. De Knokkers
- F.C. Kroket (eenmalig, voetbalploeg uit Amsterdam)
- F.C. De Leeuwkes
- F.C. De Matrakken (voetbalploeg van de rijkswacht)
- F.C. De Rietjes
- F.C. De Schellekes (voetbalploeg van Jean-Luc Grootjans)
- F.C. De Spuiters (voetbalploeg van de brandweer)
- F.C. De Stampers
- F.C. De Streepkes (voetbalploeg van de legerkazerne)
- F.C. De Strijkers
- F.C. De Blazers (tegenstander jaarmarkt)
- F.C. De Woestijnvossen
- F.C. De Zwarte Parels
- F.C. Klavertje Vier (tweemalig, voetbalploeg van voorzitter Valère (Rudi Delhem))
- F.C. Michiel
- F.C. Stomp
- F.C. Zeemeermin
- Geeft em Buzze
- KFC Michiel
- K.V. Sloebers
- K.V. Vlam
- P/D/H/M
- R.V.E.
- Samson & Gert[1]
- Sportiva 90
- St. Eustachius
- 't Rond Pleintje
- V.K. De Trappers
- F.C. DDT (voetbalploeg van Dimitri De Tremmerie)
- Red Flames (het Belgische nationale vrouwenvoetbalelftal)

## Palmares
In seizoen 2010-2011 werden de Kampioenen daadwerkelijk kampioen door een thuisoverwinning op titelconcurrent De Schellekes. Na de officiële speeltijd en verlengingen stond het nog steeds 0-0. De Kampioenen pakten de titel via strafschoppen door die met 35-34 te winnen. De winnende strafschop werd omgezet door Pascale, de keeper nam de schoen, maar liet de bal door de benen glippen.